# Haron Keitany
Haron Keitany (né le 17 décembre 1983 à Eldoret) est un athlète kényan spécialiste du 1 500 m.

## Biographie
En 2008, Keitany enlève le 1 500 m des Championnats d'Afrique d'athlétisme d'Addis-Abeba avec le temps de 3 min 43 s 47, avant de s'imposer lors du Meeting de Zürich, cinquième étape de la Golden League 2008. Non qualifié pour les Jeux olympiques de Pékin après sa quatrième place obtenue lors des sélections kényanes, il remporte en fin de saison la Finale mondiale de l'athlétisme de Stuttgart en 3 min 37 s 92.

## Palmarès
| Année | Compétition                    | Lieu        | Résultat | Distance |
| ----- | ------------------------------ | ----------- | -------- | -------- |
| 2008  | Championnats d'Afrique         | Addis-Abeba | 1er      | 1 500 m  |
| 2008  | Finale mondiale                | Stuttgart   | 1er      | 1 500 m  |
| 2010  | Championnats du monde en salle | Doha        | 3e       | 1 500 m  |

## Records
| Épreuve | Performance   | Lieu   | Date         |
| ------- | ------------- | ------ | ------------ |
| 1 500 m | 3 min 30 s 20 | Berlin | 14 juin 2009 |
| Mile    | 3 min 48 s 78 | Eugene | 7 juin 2009  |